# Großer Ahlertsberg
Der Große Ahlertsberg im Stadtgebiet von Bad Laasphe im nordrhein-westfälischen Kreis Siegen-Wittgenstein ist ein 645,3 m ü. NHN hoher Berg im Rothaargebirge.

## Geographie

### Lage und Berghöhe
Der Große Ahlertsberg erhebt sich im Südosten des Naturparks Sauerland-Rothaargebirge. Er liegt zwischen Bad Laasphe (Nordosten) sowie zwischen dessen Ortsteilen Hesselbach (Südsüdwesten), Banfe (Nordwesten), Herbertshausen (Nordnordwesten) und Laaspherhütte (Norden). Sein Südsüdostausläufer ist der rund 700 m entfernte Kleine Ahlertsberg (597,8 m), und etwa 875 m nordnordöstlich liegt der Gipfel des Wartholzkopfes (620,3 m). Östlich vom Übergangsbereich zum Wartholzkopf entspringt der Banfe-Zufluss Tredenbach (Tretenbach).
Der Große Ahlertsberg ist 644,9 m hoch. Nahe seinem Gipfel ist auf topographischen Karten die Höhenangabe 644,0 m verzeichnet.

### Naturräumliche Zuordnung
Der Große Ahlertsberg gehört in der naturräumlichen Haupteinheitengruppe Süderbergland (Nr. 33) und in der Haupteinheit Rothaargebirge (mit Hochsauerland) (333) zur Untereinheit Südwittgensteiner Bergland (Wittgensteiner Lahnbergland; 333.2).

## Schutzgebiet
Der Große Ahlertsberg liegt im Landschaftsschutzgebiet Bad Laasphe (CDDA-Nr. 555558490; 1987 ausgewiesen; 122,9381 km² groß).

## Windpark
Auf dem Großen Ahlertsberg befinden sich Teile des Windparks Hesselbach.